# Крајпуташ Јакову Јанићијевићу у Давидовици
Крајпуташ Јакову Јанићијевићу у Давидовици (Општина Горњи Милановац) налази се на путу који води ка сеоском гробљу у Давидовици. Подигнут је Јакову Јанићијевићу који је изгубио живот у Јаворском рату, у бици на Кладници  1876. године.

## Опис споменика
На предњој страни крајпуташа приказан је војник у ставу мирно, с рукама уз тело, без оружја. Око главе, у форми ореола, уклесано је: ЈАКОВ ЈАНИЋИЈЕВИЋ. На полеђини приказан је декоративни шестокраки крст са постољем лучног облика.
Споменик је исклесан је од крупнозрног пешчара, димензија 140х40х23 cm. У лошем је стању, зарастао у густо растиње. На предњој и бочним странама приметне су поправке новијег датума.

## Епитаф
Текст епитафа, уклесан на полеђини, гласи:
ОВАЈ СПОМЕНИК
ПОКАЗУЈЕ
ВОЈНИКА I КЛ
СЕ I ЧЕТЕ III БА
ТАЉОНА РУД
БРИГАДЕ ЈАКО
ВА ЈАКОВЉЕВ
ЋА КОЈИ ПОЖИ
VI 24 Г А ПОГИ
БЕ У РАТУ НА
КЛАДНИЦИ 24
ЈУНА 1876 Г
СПОМЕНУЛА АНА
ЖЕНА ЊЕГОВА